# Baseball agli XI Giochi panamericani
Il baseball agli XI Giochi panamericani si svolse a L'Avana, a Cuba, nell'agosto del 1991. Presero parte al torneo nove formazioni e la vittoria finale andò alla nazionale cubana. Il torneo serviva anche per qualificare le prime quattro classificate ai Giochi olimpici di Barcellona dell'anno successivo.

## Girone preliminare
| Squadre          | Giocate | Vinte | Perse | RF | RA | Pct   |
| ---------------- | ------- | ----- | ----- | -- | -- | ----- |
| Cuba             | 8       | 8     | 0     |    |    | 1.000 |
| Stati Uniti      | 8       | 7     | 1     |    |    | 0.875 |
| Porto Rico       | 8       | 5     | 3     |    |    | 0.625 |
| Rep. Dominicana  | 8       | 5     | 3     |    |    | 0.625 |
| Nicaragua        | 8       | 4     | 4     |    |    | 0.500 |
| Messico          | 8       | 3     | 5     |    |    | 0.375 |
| Aruba            | 8       | 2     | 6     |    |    | 0.250 |
| Canada           | 8       | 1     | 7     |    |    | 0.125 |
| Antille Olandesi | 8       | 1     | 7     |    |    | 0.125 |

## Fase finale
|  | Semifinali      | Semifinali      | Semifinali |            |      | Finale          | Finale          | Finale          |  |
|  |                 |                 |            |            |      |                 |                 |                 |  |
|  | Cuba            | Cuba            | 14         |            |      |                 |                 |                 |  |
|  | Cuba            | Cuba            | 14         |            |      |                 |                 |                 |  |
|  | Rep. Dominicana | Rep. Dominicana | 5          |            |      |                 |                 |                 |  |
|  | Rep. Dominicana | Rep. Dominicana | 5          |            | Cuba | Cuba            | 18              |                 |  |
|  |                 |                 |            |            | Cuba | Cuba            | 18              |                 |  |
|  |                 |                 | Porto Rico | Porto Rico | 3    |                 |                 |                 |  |
|  | Stati Uniti     | Stati Uniti     | Porto Rico | Porto Rico | 3    | 1               |                 |                 |  |
|  | Stati Uniti     | Stati Uniti     |            |            |      | 1               |                 |                 |  |
|  | Porto Rico      | Porto Rico      | 7          |            |      | Finale 3º posto | Finale 3º posto | Finale 3º posto |  |
|  | Porto Rico      | Porto Rico      | 7          |            |      |                 |                 |                 |  |
|  |                 |                 |            |            |      |                 |                 |                 |  |
|  |                 |                 |            |            |      | Rep. Dominicana | Rep. Dominicana | 1               |  |
|  |                 |                 |            |            |      | Rep. Dominicana | Rep. Dominicana | 1               |  |
|  |                 |                 |            |            |      | Stati Uniti     | Stati Uniti     | 2               |  |

## Classifica finale
| Classifica | Squadre          |
| ---------- | ---------------- |
|            | Cuba             |
|            | Porto Rico       |
|            | Stati Uniti      |
| 4          | Rep. Dominicana  |
| 5          | Nicaragua        |
| 6          | Messico          |
| 7          | Aruba            |
| 8          | Canada           |
| 9          | Antille Olandesi |